# 絳邑県
絳邑県（こうゆう-けん）は、中華人民共和国山西省にかつて存在した県。現在の臨汾市侯馬市西部に相当する。
前漢により設置された絳県を前身とする。後漢により絳邑県と改称された。南北朝時代になると北魏により廃止されている。